# Athinganoi
Gli Athinganoi (greco: Αθίγγανοι) (conosciuti anche come Melki-Zedekites) erano una setta eretica sorta nell'impero bizantino nei secoli VIII e XI.

## Storia
La fonte principale sugli Athinganoi è il Teofane Continuato: secondo questa opera sembra che la setta avesse tratti ebraici, onorava infatti lo Shabbat, e che praticasse culti magici e di divinazione di origine pagana; la setta aveva avuto origine in Anatolia, nelle regioni di Frigia e Licaonia. Il nome (che in lingua greca significa intoccabile) era dovuto alle severe regole della setta che proibivano il contatto fisico con le altre persone ritenute “impure”. Gli indovini di questa setta furono al servizio degli imperatori Niceforo I e Michele II (secondo il Teofane sembra che lo stesso Michele II fosse di origine athinganoi). In seguito gli Athinganoi vennero confusi con gli Atzinganoi (termine greco-bizantino per gli Zingari). Dopo il X secolo non si hanno più notizie degli Athinganoi, anche se esiste il gruppo dei Selikianoi che sembra condividerne le caratteristiche, anch'essi comunque spariscono dopo il XI secolo.